# Achaearanea inopinata
Achaearanea inopinata är en spindelart som beskrevs av Brignoli 1972. Achaearanea inopinata ingår i släktet Achaearanea och familjen klotspindlar.
Artens utbredningsområde är Venezuela. Inga underarter finns listade i Catalogue of Life.